# Zu den sieben Zufluchten (Aichbaindt)

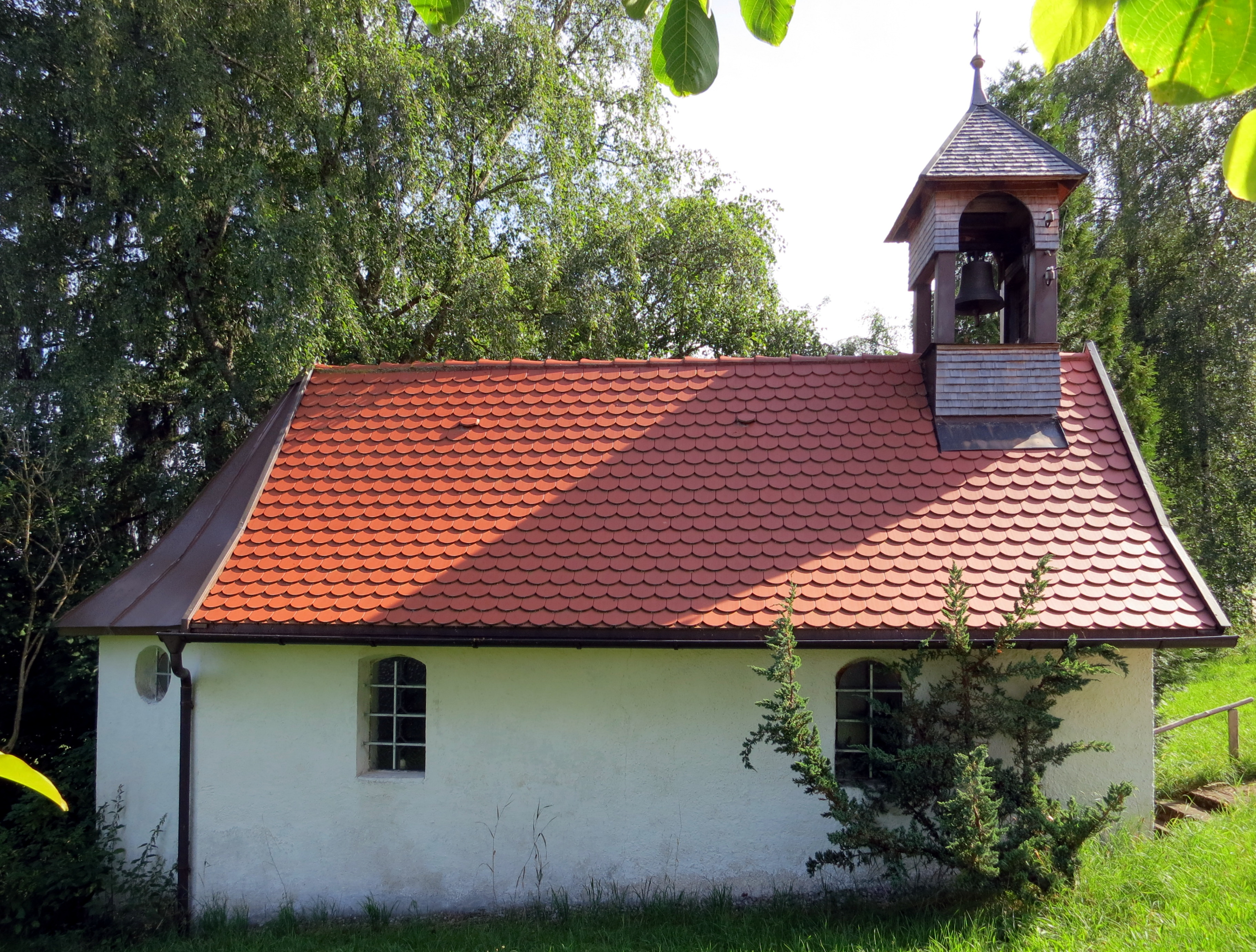
Außenansicht der Hofkapelle

Die römisch-katholische Hofkapelle Zu den sieben Zufluchten befindet sich in Aichbaindt einem Ortsteil von Wiggensbach im Landkreis Oberallgäu in Bayern. Die Kapelle steht unter Denkmalschutz. Das Gebäude besteht aus einem rechteckigen Raum mit dreiseitig geschlossenem Chor. Erbaut wurde die Kapelle laut einer Inschriftentafel im Jahr 1717. 1868 wurde sie renoviert. Im kleinen Langhaus sind stichbogige, im Altarraum querovale Fenster eingesetzt. Im Jahr 1956 wurde die Kapelle um eine Fensterachse verlängert.
Der Altar von 1717 besteht aus einer gemalten Predella. Diese zeigt die Muttergottes mit dem hl. Georg und dem hl. Sebastian. Das Altarblatt zwischen gedrehten Säulen stellt die Sieben Zufluchten dar. Holzfiguren stellen den hl. Johannes und vermutlich den hl. Josef dar. Im Altarauszug befindet sich ein Herz Jesu sowie zwei Putten. Die Kreuzwegstationen wurden gemäß der Inschrift 1774 von Johann Michael Steinhauser gestiftet.